# Pterolophia pedongensis
Pterolophia pedongensis là một loài bọ cánh cứng trong họ Cerambycidae.